# Adèlids
Els adèlids (Adelidae) són una família de lepidòpters heteroneures de la superfamília dels adeloïdeus (Adeloidea). Moltes espècies són diürnes i tenen coloracions metàl·liques.

## Característiques
La majoria de les espècies tenen, almenys parcialment, patrons de coloració metàl·lica i són diürnes, de vegades pul·lulen al voltant de les puntes de les branques amb un vol ondulant. Algunes són crepusculars i tenen una coloració grisa. Tenen una envergadura de 4,28 mil·límetres i els mascles solen tenir unes llarguíssimes antenes.

## Distribució
Estan molt esteses a tot el món i es poden trobar en gran part d'Amèrica del Nord i Euràsia, d'abril a juny. Al voltant de 50 espècies es troben a Europa, de les quals destaca Adela reaumurella, que de vegades pot arribar a ser molt abundant; a causa del canvi climàtic. la seva temporada alta s'està desplaçant cap a la primavera. En general, són més abundants en l'hemisferi nord, però la família es present també en el Neotròpic, Àfrica subsahariana, Àsia Sud-Oriental i Austràlia.

## Història natural
Els adèlids solen estar estretament lligats a determinades plantes hoste , en les que les femelles dipositen els seus ous o simplement es tomben entre la fullaraca, i les erugues completen el seu desenvolupament sobre el terreny. Les arnes s'alimenten a plena llum del sol en el nèctar de les flors de plantes llenyoses. Als Països Catalans són freqüents a la primavera revolotejant sobre les estepes.

## Taxonomia
La família Adelidae inclou 294 espècies en dos subfamílies:
Subfamília Adelinae
- Adela Latreille, 1796
- Cauchas Zeller, 1839
- Nemophora Hoffmannsegg, 1798

Subfamília Nematopogoninae
- Ceromitia Zeller, 1852
- Nematopogon Zeller, 1839

Incertae sedis
- Scaeotes Durrant in Ogilvie-Grant, 1915
- Trichofrons Amsel, 1937